# Pigeon Lake 138A
Pigeon Lake 138A är ett reservat i Kanada.   Det ligger i provinsen Alberta, i den centrala delen av landet, 2 900 km väster om huvudstaden Ottawa.
Runt Pigeon Lake 138A är det mycket glesbefolkat, med 3 invånare per kvadratkilometer.